# Discocactus bahiensis
Discocactus bahiensis ist eine Pflanzenart aus der Gattung Discocactus in der Familie der Kakteengewächse (Cactaceae). Das Artepitheton bahiensis verweist auf das Vorkommen im brasilianischen Bundesstaat Bahia.

## Beschreibung
Discocactus bahiensis wächst einzeln, mit stark bedornten, niedergedrückt kugelförmigen bis kugelförmigen Körpern, die Durchmesser von 8 bis 18 Zentimetern erreichen. Es sind 10 bis 15 Rippen vorhanden. Die 5 bis 13 rückwärts gebogenen Dornen sind bis zu 3 Zentimeter lang. Das vorstehende Cephalium ist aus weißer Wolle und einigen kurzen Borsten gebildet. Die schlank trichterförmigen, gelblich weißen Blüten sind 4 bis 5 Zentimeter lang. Die Früchte sind klein.

## Verbreitung, Systematik und Gefährdung
Discocactus bahiensis ist im brasilianischen Bundesstaat Bahia verbreitet.
Die Erstbeschreibung erfolgte 1922 durch Nathaniel Lord Britton und Joseph Nelson Rose. Ein nomenklatorisches Synonym ist Echinocactus bahiensis (Britton & Rose) Luetzelb. (1926).
Discocactus bahiensis wird in Anhang I des Washingtoner Artenschutz-Übereinkommen geführt. In der Roten Liste gefährdeter Arten der IUCN von 2002 wurde sie als „Endangered (EN)“, d. h. stark gefährdet eingestuft. Nach der Überarbeitung der Liste 2013 wird die Art als „Vulnerable (VU)“, d. h. als gefährdet geführt.

## Nachweise

## Weiterführende Literatur
- Andreas Hofacker: Der Formenkreis um Discocactus bahiensis Britton & Rose in Bahia, Brasilien. In: Kakteen und andere Sukkulenten. Band 53, Nummer 8, 2002, S. 200–205.